# Хоит (джамоат)
Хоит (также Хаитский джамоат; тадж. Ҷамоати деҳоти Ҳоит) — сельский джамоат в Раштском районе Таджикистана. Расстояние от центра джамоата (село Хоит) до центра района (пгт Гарм) — 70 км. Население — 7697 человек (2017 г.; 9613 чел. — 2001 год), таджики. Села: Хоит, Беги-Сиёх, Дахбед, Миртоб, Навбахор, Пурк, Файзобод, Ярхичи Миёна, Ярхичи Кала, Ярхичи Боло.